# Kongos
Kongos – południowoafrykański zespół grający rock alternatywny. Zespół w 2007 roku założyło czterech braci: Johnny (akordeon, instrumenty klawiszowe, śpiew), Jesse (perkusja, śpiew), Daniel (gitara, śpiew) i Dylan Kongos (gitara basowa, śpiew).
Członkowie zespołu pochodzą z Republiki Południowej Afryki, a ich ojcem jest John Kongos, południowoafrykański muzyk i autor tekstów.

## Historia

### Lunatic (2012)
Drugi album zespołu wydany w roku 2012. Promowany singlem „I'm Only Joking” oraz „Come with Me Now”.

### Egomaniac (2016)
Płyta Egomaniac wydana została 10 czerwca 2016 roku. Pierwszym singlem promującym był utwór „Take It from Me”, a kolejnym „I Don't Mind”. W tym samym roku zespół rozpoczął trasę koncertową promującą płytę Egomaniac, w ramach której odbyły się również dwa koncerty w Polsce (Warszawa i Poznań).

## Dyskografia

### Albumy studyjne
- Kongos (2007)
- Lunatic (2012)
- Egomaniac (2016)

### Single
| Rok                                                      | Tytuł                        | Najwyższe pozycje na listach | Najwyższe pozycje na listach | Najwyższe pozycje na listach | Najwyższe pozycje na listach | Najwyższe pozycje na listach | Certyfikaty                                         | Album     |
| Rok                                                      | Tytuł                        | AUT                          | CAN                          | NZL                          | ESP                          | USA                          | Certyfikaty                                         | Album     |
| -------------------------------------------------------- | ---------------------------- | ---------------------------- | ---------------------------- | ---------------------------- | ---------------------------- | ---------------------------- | --------------------------------------------------- | --------- |
| 2011                                                     | „I'm Only Joking”            | –                            | –                            | –                            | –                            | –                            |                                                     | Lunatic   |
| 2011                                                     | „Come with Me Now”           | 65                           | 7                            | 36                           | 47                           | 31                           | - CAN: 2× platynowa płyta - USA: 2× platynowa płyta | Lunatic   |
| 2012                                                     | „I Want To Know”             | –                            | –                            | –                            | –                            | –                            |                                                     | Lunatic   |
| 2012                                                     | „Escape”                     | –                            | –                            | –                            | –                            | –                            |                                                     | Lunatic   |
| 2012                                                     | „Sex On The Radio”           | –                            | –                            | –                            | –                            | –                            |                                                     | Lunatic   |
| 2016                                                     | „Take It From Me”            | –                            | –                            | –                            | –                            | –                            |                                                     | Egomaniac |
| 2016                                                     | „The World Would Run Better” | –                            | –                            | –                            | –                            | –                            |                                                     | Egomaniac |
| „–” oznacza, że singel nie był notowany na danej liście. |                              |                              |                              |                              |                              |                              |                                                     |           |